# Abra (barca)
L'abra è il mezzo di trasporto tradizionale per attraversare Khor Dubai tra Deira e Bur Dubai. 
Abra deriva dal verbo arabo abara che significa attraversare.
Questo è il modo più economico per attraversare il Khor Dubai infatti la tariffa per salire a bordo è di 1AED (€ 0.20).
Attualmente nella città di Dubai sono presenti 149 abra con circa 16 milioni di passeggeri all' anno. Il comune di Dubai non prevede l'eliminazione di questo mezzo di trasporto tradizionale, ma è prevista la modernizzazione di questi mezzi 
Linee
• Deira Old Souq Station (Deira) - Bur Dubai Station (Bur Dubai). Aperta dalle 05:00 alle 24:00.
• Al Sabkha Station (Deira) - Dubai Old Souq Station (Bur Dubai). Aperta 24 ore su 24